# Depot von Packisch
Das Depot von Packisch (auch Hortfund von Packisch) ist ein Depotfund der frühbronzezeitlichen Aunjetitzer Kultur (2300–1550 v. Chr.) aus Packisch, einem Ortsteil von Arzberg im Landkreis Nordsachsen (Sachsen). Das Depot befindet sich heute im Landesmuseum für Vorgeschichte in Halle (Saale). 

## Fundgeschichte
Das Depot wurde 1935 in einer Plantage gefunden.

## Zusammensetzung
Das Depot war in einem Keramikgefäß niedergelegt worden. Dieses ist bauchig und besitzt einen aufgerauten Unterteil und einen geglätteten Oberteil, die durch eine horizontale Leiste aus Kerben getrennt sind. Das Gefäß enthielt elf Bronzegegenstände: Zuunterst lagen zwei Ösenhalsringe und darüber neun schwere ovale offene Ringe, die in drei Bündeln mit vier, drei und zwei Exemplaren mit Lindenbast umwickelt waren.